# C

C의 필기체

C, c(cee 시[*] [s‿iː])는 로마자의 3번째 글자이다. 사용 빈도는 2.782%, 전체 12위, 자음 8위다. (Letter frequency)

## 이름
- 영어: 시 [s‿iː]
- 프랑스어·네덜란드어: 세 [se]
- 베트남어: 세 [se], 꺼 [kəː]
- 독일어: 체 [tseː]
- 이탈리아어: 치 [tʃi]
- 스페인어: 세 [se], [θe]
- 라틴어: 케 [keː]
- 에스페란토: 초 [tso]

## 발음
- 유성 치 마찰음(/ð/): 피지어
- 무성 경구개 파열음(/c/): 월로프어, 줄라어, 자르마어
- 무성 연구개 파열음(/k/): 웨일스어
- 무성 후치경 파찰음(/tʃ/): 르완다어, 하우사어, 말레이어, 밤바라어, 만딩카어, 총가어
- 무성 치경 파찰음(/ts/): 체코어, 헝가리어, 라트비아어, 폴란드어, 슬로바키아어, 슬로베니아어, 아미어
- 치 흡착음(/ǀ/): 코사어, 줄루어
- 유성 후치경 파찰음(/dʒ/): 튀르키예어, 크림 타타르어
- 무성 인두 마찰음(/ħ/): 아파르어
- 유성 인두 마찰음(/ʕ/): 소말리어

## 역사
C는 발을 뜻하는 그림 문자에서 왔다.
| 셈조어 문자 발 | 페니키아 문자 Gimel | 초기 그리스 문자 감마 · 초기 그리스 문자 감마 | 그리스 문자 Gamma | 에트루리아 문자 C | 로마 문자 C |
| 셈조어 문자 발 | 페니키아 문자 Gimel | 초기 그리스 문자 감마                         | 그리스 문자 감마  | 에트루리아 문자 C | 로마 문자 C |

## 컴퓨터 부호
| 미리 보기      | C                      | C                      | c                    | c                    |
| -------------- | ---------------------- | ---------------------- | -------------------- | -------------------- |
| 유니코드 이름  | LATIN CAPITAL LETTER C | LATIN CAPITAL LETTER C | LATIN SMALL LETTER C | LATIN SMALL LETTER C |
| 인코딩         | 10진                   | 16진                   | 10진                 | 16진                 |
| 유니코드       | 67                     | U+0043                 | 99                   | U+0063               |
| UTF-8          | 67                     | 43                     | 99                   | 63                   |
| 수치 문자 참조 | &#67;                  | &#x43;                 | &#99;                | &#x63;               |
| EBCDIC 계열    | 195                    | C3                     | 131                  | 83                   |
| ASCII          | 67                     | 43                     | 99                   | 63                   |

## 쓰임
- c는 국제음성기호에서 무성 경구개 파열음을 나타낸다.
- C는 탄소를 나타내는 원소 기호이다.
- C는 포수의 약자다.

## 관련 문자
- 기멜
- Γ, γ(그리스 문자)
- Г, г(키릴 문자)
- С, с(키릴 문자이나, 관련성이 없다. 로마자 C는 감마에서 왔으나, 이 키릴 문자는 시그마에서 왔기 때문이다.)
- G-C를 변형해서 만든 것이다.(G문서 참조)

## 같이 보기
- 빛의 속력
- 픽